# (11269) Knyr
(11269) Knyr (1987 QG10) – planetoida z pasa głównego asteroid okrążająca Słońce w ciągu 3,24 lat w średniej odległości 2,19 j.a. Odkryta 26 sierpnia 1987 roku.